# Раднички (баскетбольный клуб, Крагуевац)
«Раднички» — сербский профессиональный баскетбольный клуб из города Крагуевац, Сербия. Трижды выходил в полуфинал сербского первенства.

## Сезоны
| Сезон   | Лига   | Уровень | РЧ | Плей-Офф  | Еврокубки | Адриатическая лига |
| ------- | ------ | ------- | -- | --------- | --------- | ------------------ |
| 2011-12 | А Лига | 1       | 2  | Полуфинал | -         | 8                  |